# Посёлок Баганинского лесхоза
Посёлок Баганинского лесхо́за — село в Алексеевском районе Республики Татарстан. Входит в состав Майнского сельского поселения.

## Население
| 1989 | 2000 | 2010 | 2015 |
| ---- | ---- | ---- | ---- |
| 14   | 29↗  | 21↘  | 16↘  |

Национальный состав посёлка - татары.

## Экономика
Лесное хозяйство, "Баганинское лесничество" в составе государственного казенного учреждения "Билярское лесничество".